# Love Me Two Times
 Love Me Two Times  (укр. Кохай мене двічі) — пісня каліфорнійського гурту «The Doors». Композиція стала другим синглом з другого студійного альбому гурту «Strange Days» - і зайняла 25 сходинку у чартах США.
Лірика пісні була написана гітаристом Роббі Крігером. За словами учасників Doors, це пісня про солдата/матроса, який проводить свій останній день зі своєю подругою перед виряджанням на війну (можливо війну у В'єтнамі).

## Кавери
Найвідомішу кавер-версію пісні записав гурт Aerosmith в 1990 році до фільму Air America. Вони ж зіграли її на MTV Unplugged в тому ж році.

## Виноски
1. ↑  ( The Doors > Awards ). AllMusic. Процитовано 21 жовтня 2012.